# Symphonie no 67 de Joseph Haydn
La Symphonie no 67 en fa majeur Hob. I:67 est une symphonie du compositeur autrichien Joseph Haydn. Composée en 1779, elle comporte quatre mouvements.

## Analyse de l'œuvre
1. Presto, en fa majeur, à 
, 259 mesures
2. Adagio, en si bémol majeur, à 
, 122 mesures
3. Menuet, en fa majeur, à 
, 46 mesures
4. Allegro, en fa majeur, à , 209 mesures

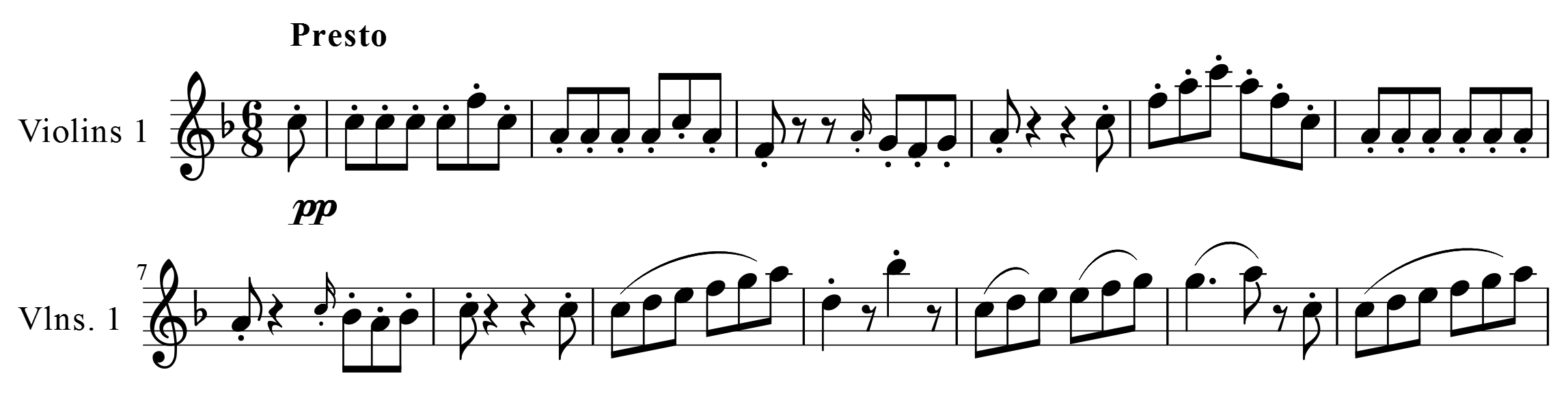
Début du Presto, mesures 1 à 13

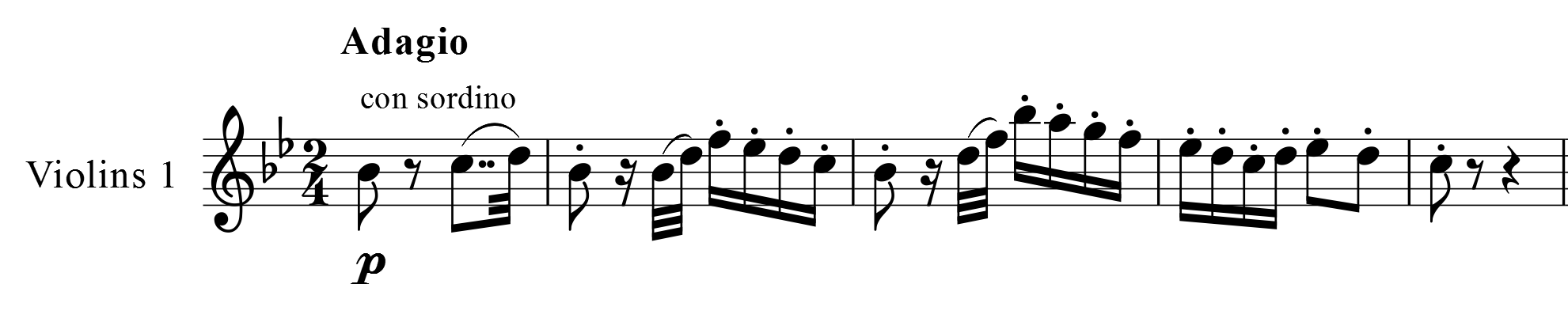
Début de l'Adagio

Durée approximative : 28 minutes.

## Instrumentation
- 2 hautbois, 2 bassons, 2 cors en fa, cordes.